# 唐津発電所
唐津発電所（からつはつでんしょ）は、佐賀県唐津市二夕子3-213にあった九州電力の石油火力発電所。

## 概要
1967年9月に1号機が運転を開始、3号機までが建設された。1号機は当初石炭専焼だったが、のちに重油専焼に転換した。その後、老朽化に伴い1989年に1号機が廃止された。
石油火力発電所であるため原油高の影響を受けやすいほか、不況による電力需要の伸び悩み、設備の老朽化などにより、2004年10月から2、3号機も長期計画停止していた。停止中も維持コストがかかることから、九州電力は2014年3月に廃止方針を発表、2015年6月30日をもって廃止した。

## 廃止された発電設備
1号機（廃止）
定格出力：15.6万kW
使用燃料：重油（当初は石炭）
営業運転期間：1967年9月3日 - 1989年4月
2号機（廃止）
定格出力：37.5万kW
使用燃料：重油、原油
営業運転開始：1971年7月2日 - 2015年6月30日（2004年10月から長期計画停止）
3号機（廃止）
定格出力：50万kW
使用燃料：重油、原油
熱効率：39.5%（高位発熱量基準）
営業運転期間：1973年6月29日 - 2015年6月30日（2004年10月から長期計画停止）

## 跡地利用
撤去費用に40億円程度かかると見込まれているものの、九州電力の経営状況が悪化していることから廃止時点で解体時期は未定となっている。なお、この発電所は玄海原子力発電所から約12kmで唐津市街地にあり、同発電所の事故発生時に後方支援の拠点に位置付けられているため、施設の一部は残す方針。跡地利用については、近くにクルーズ船誘致の話もある唐津港や西唐津駅があること、観光用途や製造業での活用の声があることなどを踏まえて、九州電力・唐津市・佐賀県の3者で協議を行っていくものと報じられている。

## 死亡事故
2020年7月31日、48歳の九電男性社員1名が煙突撤去工事の状況確認のため階段を移動中に墜落し同日現地にて死亡が確認された。
さらに2021年2月20日、発電所の煙突解体作業現場で作業員が40m下の地面に転落して搬送先の病院で死亡が確認された。